# 알라린 빙하
알라린 빙하(독일어: Allalingletscher)는 스위스 발레주의 알라린호른 근처 페나인 알프스에 위치한 6km 길이(2005년)의 빙하이다. 1973년에는 면적이 9.9k㎡였다. 빙하는 서쪽으로 알라린호른, 림프피시호른 및 슈트랄호른과 접해 있다. 알라린호른의 북쪽 측면에 있는 페 빙하와 혼동해서는 안 된다.

## 형성
알라린 빙하는 슈트랄호른의 빙하 정상(해발 4,190m)에 기원을 두고 있다. 그것은 북동쪽으로 흐른 후 림프피시호른과 알라린호른의 동쪽 측면을 따라 흐른다. 서쪽으로는 빙하가 전나무로 덮인 알라린 고개(해발 3,564m)를 통해 멜리히 빙하와 연결되어 있다. 빙하혀는 해발 약 2,700m의 마트마르크호 댐의 북서쪽 급경사 가장자리 앞에서 끝난다. 그것은 자서 피스파강에 수원을 공급하고, 자스 계곡을 통해 론강으로 물을 운반한다. 알라린 빙하는 홀루프그라트에 의해 홀루프 빙하에서 분리된다. 이 작은 빙하는 알라린호른 정상(해발 4,027m)의 북동쪽에 있다.

## 개발
15세기부터 20세기 초까지의 소빙기 동안 알라린 빙하는 자서 피스파 계곡까지 내려와 댐을 막아서 마트마르크댐 아래 지역에 호수를 형성했다. 이 호수는 빙하 벽을 반복적으로 뚫고 나가 자스 계곡에 때때로 엄청난 홍수를 일으켰다. 그래서 많은 계곡 거주자들이 이주했다. 연대기에 따르면 1589년에서 1850년 사이에만 인구가 23번의 주요 홍수에 영향을 받았다. 1926년이 되어서야 호수의 물을 빼내기 위해 계곡의 동쪽 경사면에 있는 암석을 통해 터널을 뚫었을 때 위험이 크게 방지되었다.
오늘날의 중앙 부분인 낮은 지역에서 알라린 빙하는 소빙기 시대에 홀루프 빙하와 통합되었다.
| 년도      | 1850 | 1973 | 1999/2000 | 2013        |
| 면적(km²) | 10,9 | 9,9  | 9,3       | 9,09 (2015) |
| 길이 (km) | 7,7  | 6,5  | 6,0       | 5,9         |

## 얼음 폭포
빙하가 계곡 바닥에서 물러났을 때 새로운 유형의 위험이 발생했으며, 그 결과 절벽 위로 이어지는 빙하의 일부가 안정성을 잃었다. 계곡의 얼음은 이전에 측면의 얼음을 안정시켰지만, 가파른 경사면에 매달린 혀는 이후 매끄러운 슬래브 위로 미끄러지는 경향이 있다(사진 참조). 1965년 8월 30일 마트마르크댐 건설 중에 부피가 약 50만㎥(ETH 취리히에 따르면 200만㎥)인 얼음덩어리가 알라린 빙하에서 갑자기 떨어졌을 때 재앙이 발생했다. 댐 기슭에 설치된 대부분의 건설 장비를 묻었다. 이 과정에서 88명이 사망했다.
2000년 7월 30일/31일에는 약 100만㎥의 유사한 빙폭이 발생했다. 균열은 1965년보다 약간 높았으며, 이번에는 손상이 없었다.
그러나 그사이 혀가 녹아서 가파른 경사면에 얼음이 매달려 있지 않다. 빙하는 이제 평평하고 무해한 혀로 중요한 절벽 위로 끝난다.

## 같이 보기
- 스위스 알프스